# Fuerza Aérea Albanesa
La Fuerza Aérea Albanesa (en albanés: Forca Ajrore Shqiptare, abreviada como FASH) es la rama aérea de las Fuerzas Armadas de Albania. Actualmente, opera bajo el mando de las fuerzas albanesas conjuntas y se reagrupa en la Brigada Aérea Albanesa, dentro de las fuerzas terrestres. Su comando se encuentra en Tirana y opera dos bases aéreas, la base aérea de Kuçovë y la base aérea de Tirana.

## Aeronaves

### Inventario actual
La Fuerza Aérea Albanesa ha retirado todos sus aviones de ala fija y en la actualidad opera varios tipos de helicópteros.

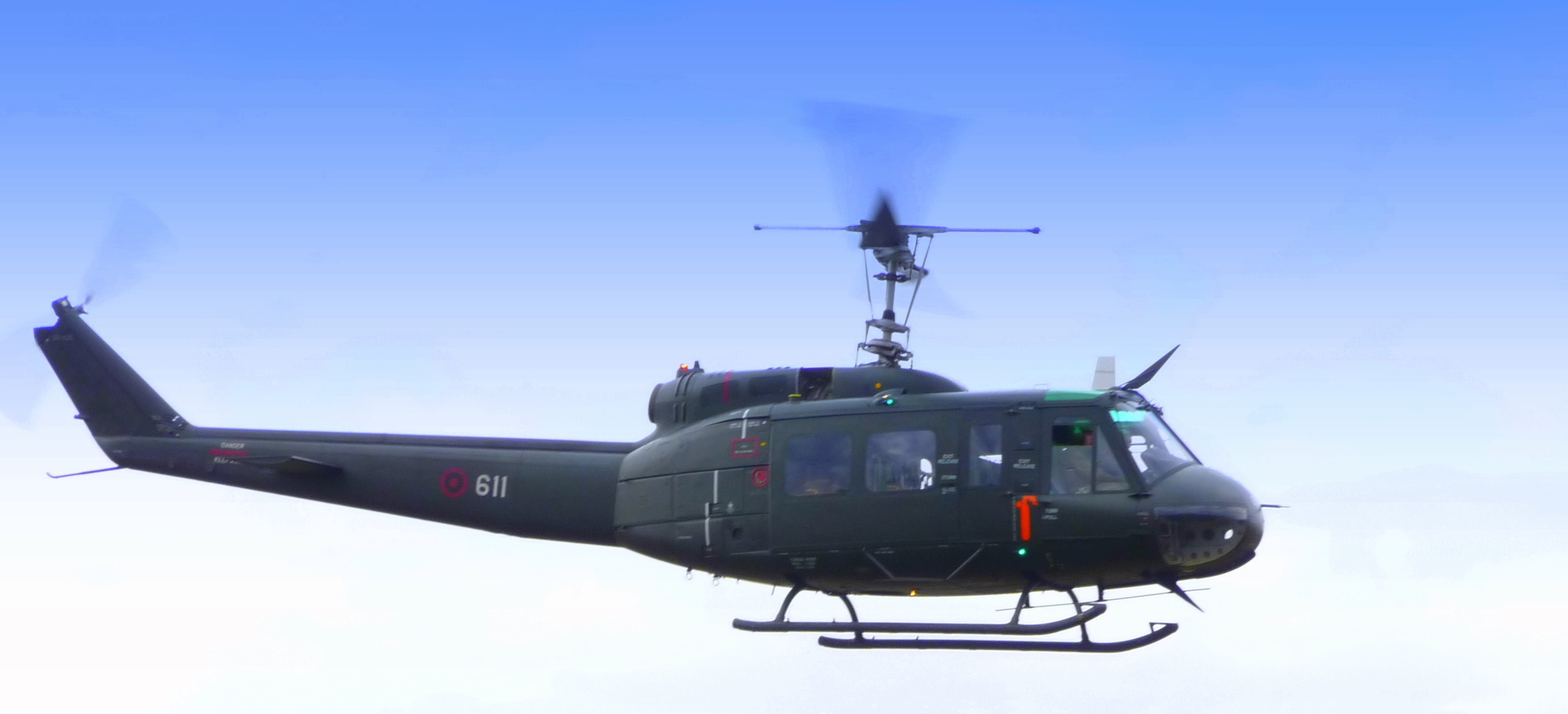
Agusta AB-205A-1

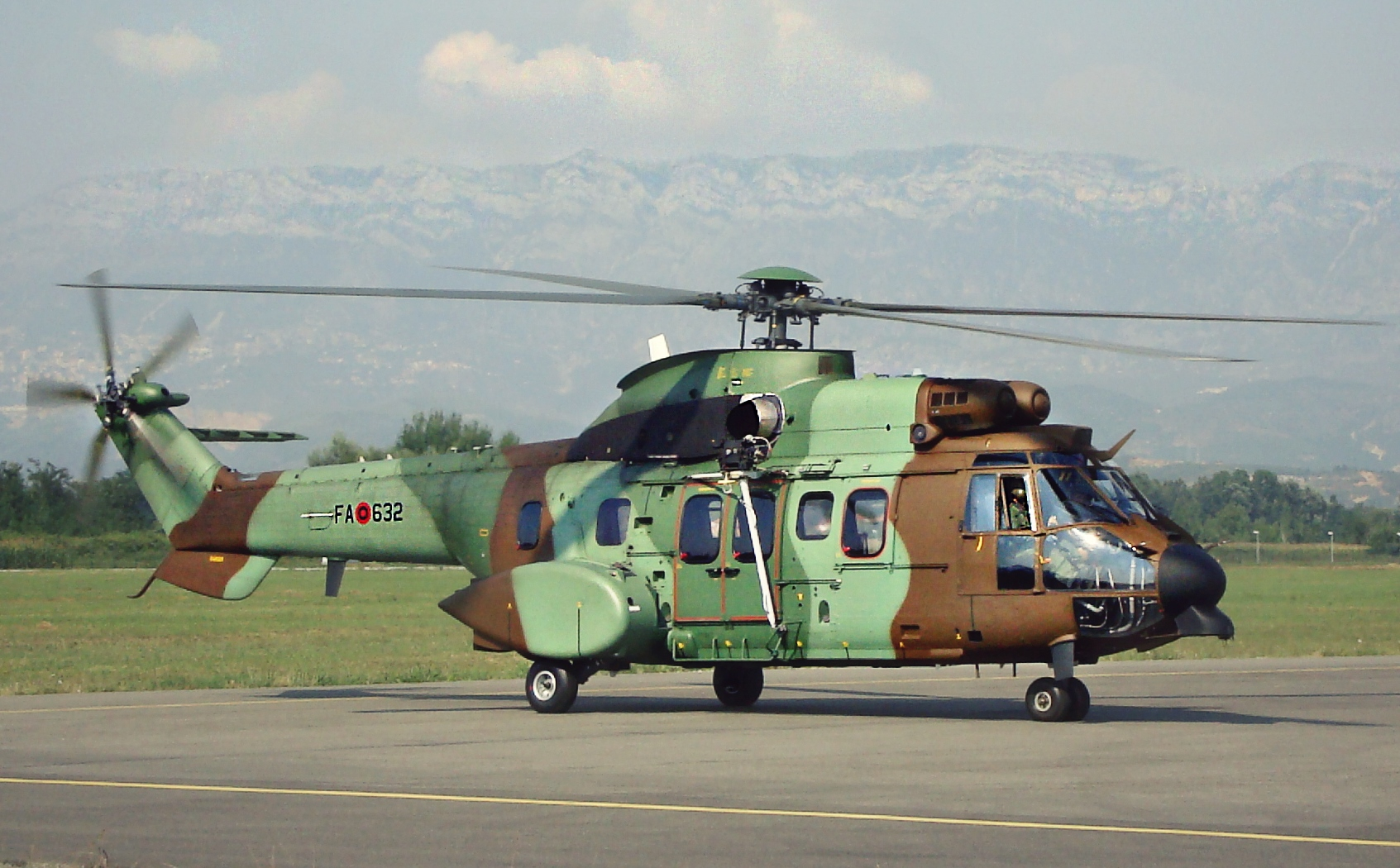
Eurocopter AS532 Cougar

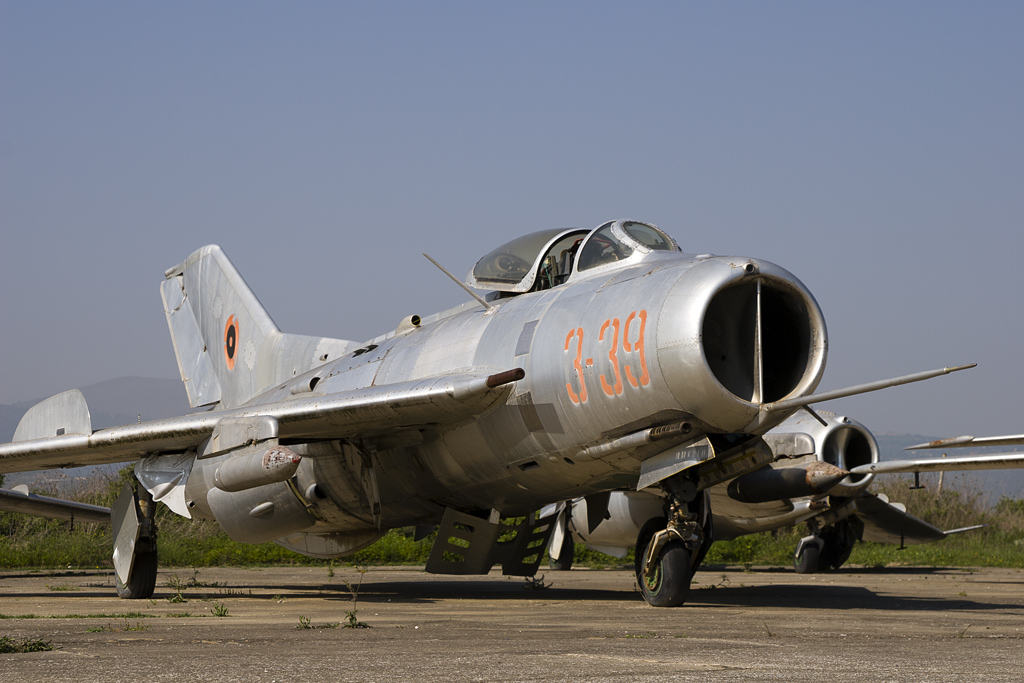
Un F6 retirado en la base aérea de Kuçovë

| Aeronave                  | Fabricación    | Tipo              | Variante     | En servicio  | Notas                                       |              |
| Helicópteros              | Helicópteros   | Helicópteros      | Helicópteros | Helicópteros | Helicópteros                                | Helicópteros |
| ------------------------- | -------------- | ----------------- | ------------ | ------------ | ------------------------------------------- | ------------ |
| Bell UH-1                 | Italia         | utilitario        |              | 7            | construidos con licencia por AgustaWestland |              |
| Bell 206                  | Italia         | utilitario        |              | 7            |                                             |              |
| MBB Bo 105                | Alemania       | utilitario ligero |              | 12           |                                             |              |
| Eurocopter EC145          | Francia        | utilitario medio  |              | 3            |                                             |              |
| Sikorsky UH-60 Black Hawk | Estados Unidos | utilitario        |              | 3            |                                             |              |
| Eurocopter AS532          | Francia        | transporte        |              | 6            |                                             |              |
| AgustaWestland AW109      | Italia         | utilitario ligero |              | 4            |                                             |              |

### Aeronaves retiradas
Todos los aviones de ala fija albaneses fueron retirados del servicio activo en 2005.
| Aeronave             | Fabricación          | Tipo                 | Variante             | En servicio          | Notas                           |                      |
| Aeronaves de combate | Aeronaves de combate | Aeronaves de combate | Aeronaves de combate | Aeronaves de combate | Aeronaves de combate            | Aeronaves de combate |
| -------------------- | -------------------- | -------------------- | -------------------- | -------------------- | ------------------------------- | -------------------- |
| Chengdu F-7          | China                | caza/interceptor     | F-7A                 | 11                   | en tierra (falta de partes)     |                      |
| Shenyang J-6         | China                | caza                 | F-6 / FT-6           | 65                   | en tierra (falta de partes)     |                      |
| Shenyang J-5         | China                | caza                 | F-5 / FT-5           | 21                   | en tierra (falta de partes)     |                      |
| Transporte           |                      |                      |                      |                      |                                 |                      |
| Harbin Y-5           | China                | transporte           |                      | 3                    | almacenados                     |                      |
| An-2                 | Unión Soviética      | transporte           |                      | 11                   | almacenados                     |                      |
| Il-14                | Unión Soviética      | transporte pesado    |                      | 4                    | almacenados                     |                      |
| Helicópteros         |                      |                      |                      |                      |                                 |                      |
| Bell 222             | Estados Unidos       | VIP                  | 222UT                | 3                    | dados de baja tras un accidente |                      |
| AS350B               | Francia              | utilitario           |                      | 4                    | retirados del servicio          |                      |
| Harbin Z-5           | China                | utilitario           |                      | 31                   |                                 |                      |
| Alouette III         | Francia              | utilitario           |                      | 4                    | retirados del servicio          |                      |
| Entrenadores         |                      |                      |                      |                      |                                 |                      |
| Nanchang CJ-6        | China                | entrenador           |                      | 8                    |                                 |                      |
| Shenyang FT-2        | China                | entrenador           |                      | 24                   |                                 |                      |